# Madison (Maine)
Madison – miasto w Stanach Zjednoczonych, w stanie Maine, w hrabstwie Somerset, położone na wschodnim brzegu rzeki Kennebec.